# Jair (football, 1953)
Pour les articles homonymes, voir Jair.
Jair Gonçalves Prates, plus communément appelé Jair Gaúcho ou Jair, né à Porto Alegre (Rio Grande do Sul) le 11 juin 1953 est un joueur de football professionnel brésilien qui évoluait comme milieu offensif.
Longtemps fidèle au Sport Club Internacional, il y fait notamment 137 apparitions en championnat du Brésil entre 1975 et 1981. Parti au CA Peñarol, il y remporte notamment la Coupe intercontinentale en 1982.

## Carrière
Né à Porto Alegre, Jair grandit sur l'Ilha do Governador à Rio de Janeiro, avant de revenir à Porto Alegre à la fin des années 1960. Formé au Sport Club Internacional, il y fait ses premières apparitions en 1974, sous la direction de Rubens Minelli, dont l'équipe s'apprête à jouer les premiers rôles au Brésil. 
Jouant d'abord un rôle de joker aux côtés des Falcão, Elías Figueroa et autres Carpeggiani, Jair participe aux campagnes victorieuses de 1975 et 1976, qui voit l'Inter remporter deux titres de champion du Brésil consécutifs. Il acquiert alors le surnom de Prince Jajá[réf. nécessaire]. En 1976, Jair participe à 22 des 23 matchs, marquant huit buts.
En 1979, il s'est imposé comme ailier droit dans une équipe menée par les internationaux Falcão, Batista et Mário Sérgio Pontes de Paiva (en), qui remporte le troisième titre du club tout en restant invaincu. Il est cette saison-là le meilleur buteur du club avec neuf buts, dont le premier de la finale remportée devant Vasco da Gama. Il est alors sélectionné en équipe nationale du Brésil pour un match de Copa América 1979.
En 1980, après la défaite en finale de la Copa Libertadores face au National de Montevideo, Jair est prêté quelques mois à Cruzeiro avant d'être finalement transféré au CA Peñarol en échange du joueur uruguayen Rubén Paz.
Au Peñarol, Jair remporte deux titres de champion (en 1981 et 1982), ainsi que la Libertadores et la Coupe intercontinentale en 1982. Jair inscrit le premier but de la finale face aux Anglais d'Aston Villa avant d'être finalement élu homme du match.
Semblant connaître quelques soucis relationnels avec d'autres joueurs du vestiaire[réf. nécessaire], il quitte finalement le club en 1983, après la défaite en finale de la Libertadores face au Grêmio.
De retour au Brésil, Jair signe en 1984 au Clube Atlético Juventus de São Paulo, avant de terminer sa carrière en globe-trotter : Barcelona de Guayaquil en Équateur, ABC Futebol Clube (Rio Grande do Norte), Huracán Buceo en Uruguay, ÈC Vitória, etc. Il prend finalement sa retraite en 1992, à 39 ans, alors qu'il est revenu au Huracán.
Avec la municipalité de Porto Alegre et d'autres anciens joueurs Gaúchos, comme Luís Carlos Machado (en), Alcindo Martha de Freitas, Ancheta ou encore José Tarciso de Souza (pt), il participe à la création d'une école de football, où il s'est reconverti comme formateur.

## Parcours
- Sport Club Internacional : 1974 - 1981
- Cruzeiro : 1981 (prêt)
- CA Peñarol : 1982 - 1983
- Juventus : 1984
- Barcelona de Guayaquil : 1985-1986
- ABC/RN : 1986
- Huracán Buceo : 1986
- Vitória : 1988
- Juventude/RS : 1988-1989
- Lajeadense : 1990
- Huracán Buceo : 1991-1992

## Palmarès
- Championnat Gaúcho : 1974, 1975, 1976 et 1978.
- Championnat du Brésil : 1975, 1976 et 1979.
- Championnat d'Uruguay : 1982
- Copa Libertadores : 1982
- Coupe intercontinentale : 1982